# Toca Pandeiro
Toca Pandeiro es el nombre de una variedad cultivar de manzano (Malus domestica). Esta manzana es originaria de Galicia, está cultivada en la colección de árboles frutales y banco de germoplasma de Mabegondo con el Nº 256; ejemplares procedentes de esquejes localizados en Meaño (Pontevedra).

## Sinónimos
- "Manzana Toca Pandeiro",[4][5]
- "Maceira Toca Pandeiro".

## Características
El manzano de la variedad 'Toca Pandeiro' tiene un vigor vigoroso. Tamaño grande y porte erguido.
Época de inicio de brotación a partir del 3 de abril y de floración a partir del 29 de abril.
Las hojas tienen una longitud del limbo de tamaño medio, con la máxima anchura del limbo es media. Longitud de las estípulas es media y la máxima anchura de las estípulas es desconocido. Denticulación del borde del limbo es serrado, con la forma del ápice del limbo acuminado y la forma de la base del limbo es obtuso. Con subestípulas ausentes.
Sus flores tienen una longitud de los pétalos media, con una anchura de los pétalos media, disposición de los pétalos en contacto
entre sí, con una longitud del pedúnculo corta.
La variedad de manzana 'Toca Pandeiro' tiene un fruto de tamaño pequeño, de forma oblongo-cónica, de color bicolor, con chapa a rayas, e intensidad media. Epidermis de textura suave, sin pruina en su superficie y con presencia de cera media. Sensibilidad al "russeting" (pardeamiento áspero superficial que presentan algunas variedades) muy poco sensible. Con lenticelas de tamaño pequeño.
Los sépalos están dispuestos de forma parcialmente replegados, y libres en su base; su fosa calicina es profunda y de una anchura media. Pedúnculo de grosor medio y de longitud largo, siendo la cavidad peduncular de una profundidad media y de anchura media. Con pulpa de color crema, cuya firmeza es intermedia y su textura es intermedia; su jugosidad es jugosa, con sabor de acidez alta, y poco aromática.
Época de maduración y recolección a partir del 2 de septiembre. 'Toca Pandeiro' es una manzana que su destino es la conservación de esta variedad en el banco de germoplasma de Mabegondo como reserva genética.

## Susceptibilidades
- Oidio: ataque medio
- Moteado: ataque débil
- Raíces aéreas: no presenta
- Momificado: ataque débil
- Pulgón lanígero: no presenta
- Pulgón verde: ataque débil
- Araña roja: no presenta
- Chancro del manzano: no presenta.[3]